# In This Corner of the World
Kono sekai no katasumi ni (japanska: この世界の片隅に?) är en manga av Fumiyo Kōno. Den publicerades 2007–09 i seinen-tidningen Manga Action och samlades senare i tre samlingsvolymer. Mangan bearbetades 2011 till en TV-film, och 2016 hade en animerad långfilm i regi av Sunao Katabuchi premiär.
Både mangan och långfilmen har blivit uppmärksammade och internationella distribuerade. Katabuchis film har i Japan setts av nästan två miljoner biobesökare och fick 2017 motta Nippon Academy-shō-priset för bästa animerade film. Den har distribuerats med svensk textning under den engelska titeln In This Corner of the World.

## Handling
Historien handlar om Suzu Urano, en ung kvinna i mellankrigstidens Hiroshima som blir ingift i en familj i närliggande Kure. Mangan och filmen följer hennes vardag och erfarenheter som bortgift kvinna i det tidiga 1900-talets Japan.
Suzu får uppleva motgångar på flera plan, som boende nära Japans största flottbas under ett världskrig som är mindre lyckosamt. Hon försöker hålla humöret uppe och hitta ljuspunkterna i tillvaron.

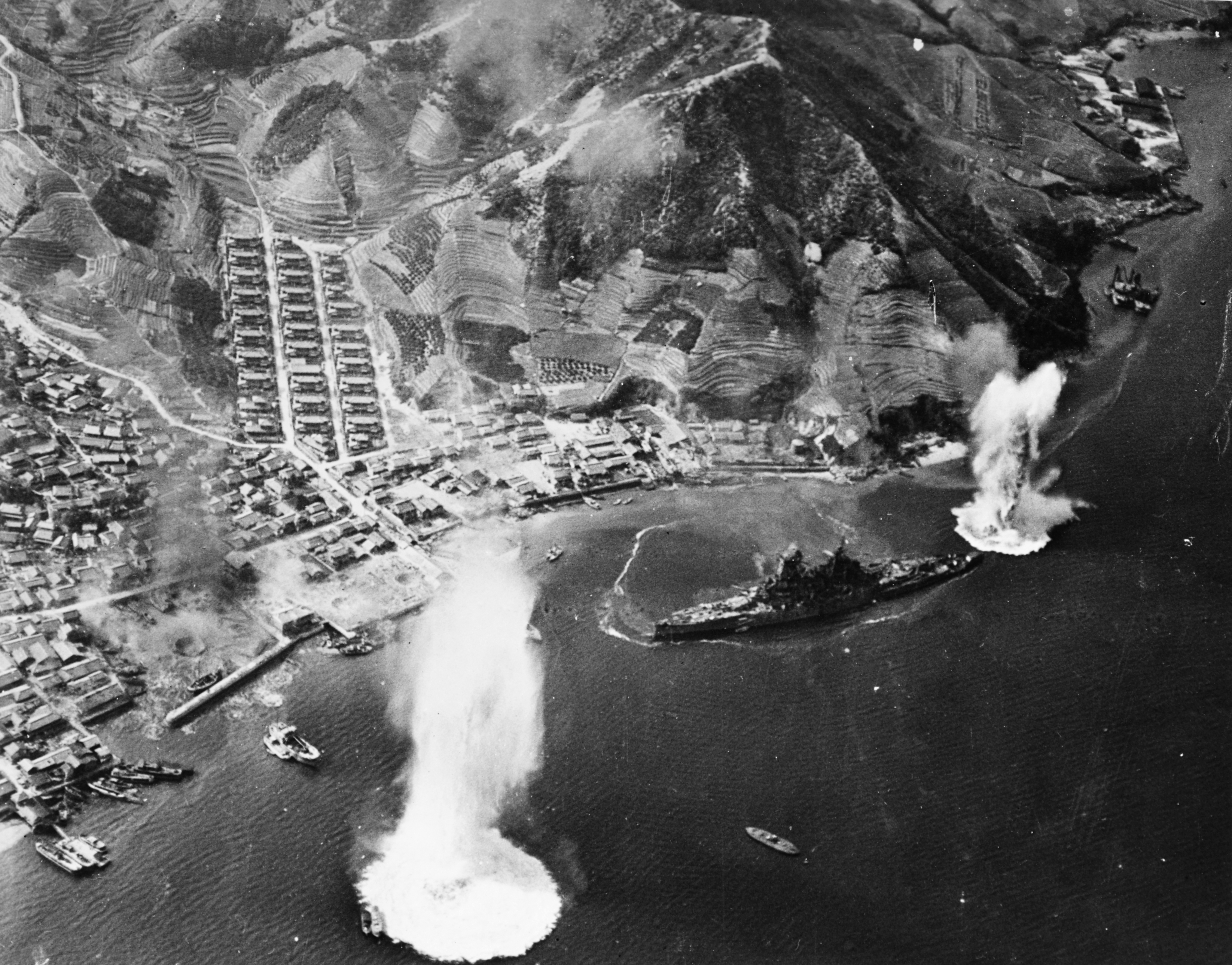
Filmen beskriver livet i Kure runt andra världskriget. På bilden USA:s flygbombningar 28 juli 1945.

## Produktion och teman
Berättelsen är en av många av Fumiyo Kōno där huvudpersonen är en ung kvinna som trots motgångar i livet gör vad hon kan för att hålla humöret uppe. Tidigare produktioner i samma stil är Yūnagi no machi, sakura no kuni (engelska: Town of Evening Calm, Country of Cherry Blossoms) och San-san Roku.
Miljön den här gången är vardagslivet hemma i Japan under andra världskriget. Andra japanska manga- eller animeberättelser som berört samma tema är Gen, pojken från Hiroshima och Eldflugornas grav. Fumiyo Kōno är själv född i Hiroshima, och Sunao Katabuchis tidigare film Maimai Shinko to sen-nen no mahō utspelar sig i samma japanska region något årtionde senare. Recensenter har jämfört historien med Hayao Miyazakis Det blåser upp en vind.
Mangan har bland annat översatts till franska och engelska. Långfilmen har haft premiär i en mängd länder, och under 2017 och 2018 har gjorts enstaka visningar i Sverige (i en svensktextad version både under SIS18 som på SF Bio hösten 2018).